# نیمور (کمیک)
نِیمور ساب-مارینر (به انگلیسی: Namor the Sub-Mariner) با نام اصلی نیمور مک‌کنزی، یک شخصیت خیالی در کتاب‌های کامیک آمریکایی منتشر شده توسط مارول کامیکس است. این شخصیت توسط نویسنده و طراح بیل اورت خلق شده‌است؛ که برای اولین بار در شمارهٔ ۱ از مجموعه کمیک موشن پیکچر فانیز ویکلی، نخستین کتاب کمیک انتشارات تایملی کامیکس (آوریل ۱۹۳۹) حضور پیدا کرد. او یکی از قدیمی‌ترین شخصیت‌های شرکت مارول کامیکس محسوب می‌شود و در طول دهه ۱۹۴۰ (میلادی) که در نظر مورخان و طرفداران دوران طلایی کتاب‌های کمیک شناخته می‌شد، ساب-مارینر یکی از سه شخصیت برتر در کنار کاپیتان آمریکا و مشعل انسانی به‌شمار می‌رفت. نیمور فرمانروای جزیرهٔ افسانه‌ای آتلانتیس است. او فرزند یک کاپیتان دریایی و شاهزاده‌ای آتلانتیسی است که برای جهان خشکی هم به عنوان ابرشرور و هم ابرقهرمان به‌شمار می‌رود.